# Cyrtolobus oblongatus
Cyrtolobus oblongatus är en insektsart som beskrevs av Ball. Cyrtolobus oblongatus ingår i släktet Cyrtolobus och familjen hornstritar. Inga underarter finns listade i Catalogue of Life.